# Балашши, Балинт
Балинт Балашши, барон Кеккё и Дьярмат (венг. Balassi Bálint, 20 октября 1554, Зволен — 30 мая 1594, Эстергом) — венгерский поэт, переводчик, основатель венгерской лирической поэзии. Писал на венгерском, словацком и турецком языках.

## Биография
Балашши происходил из дворянской кальвинистской семьи, получил хорошее образование, владел семью языками. Год учился в Нюрнберге (1565). В Венгрии воспитывался протестантским проповедником Петером Борнемиссой. Потерял имущество и поступил на военную службу. Воевал с турецкими и польскими войсками, был ранен, попал в польский плен. В 1586 году перешёл в католичество. Умер от ран, полученных при осаде Эстергома.

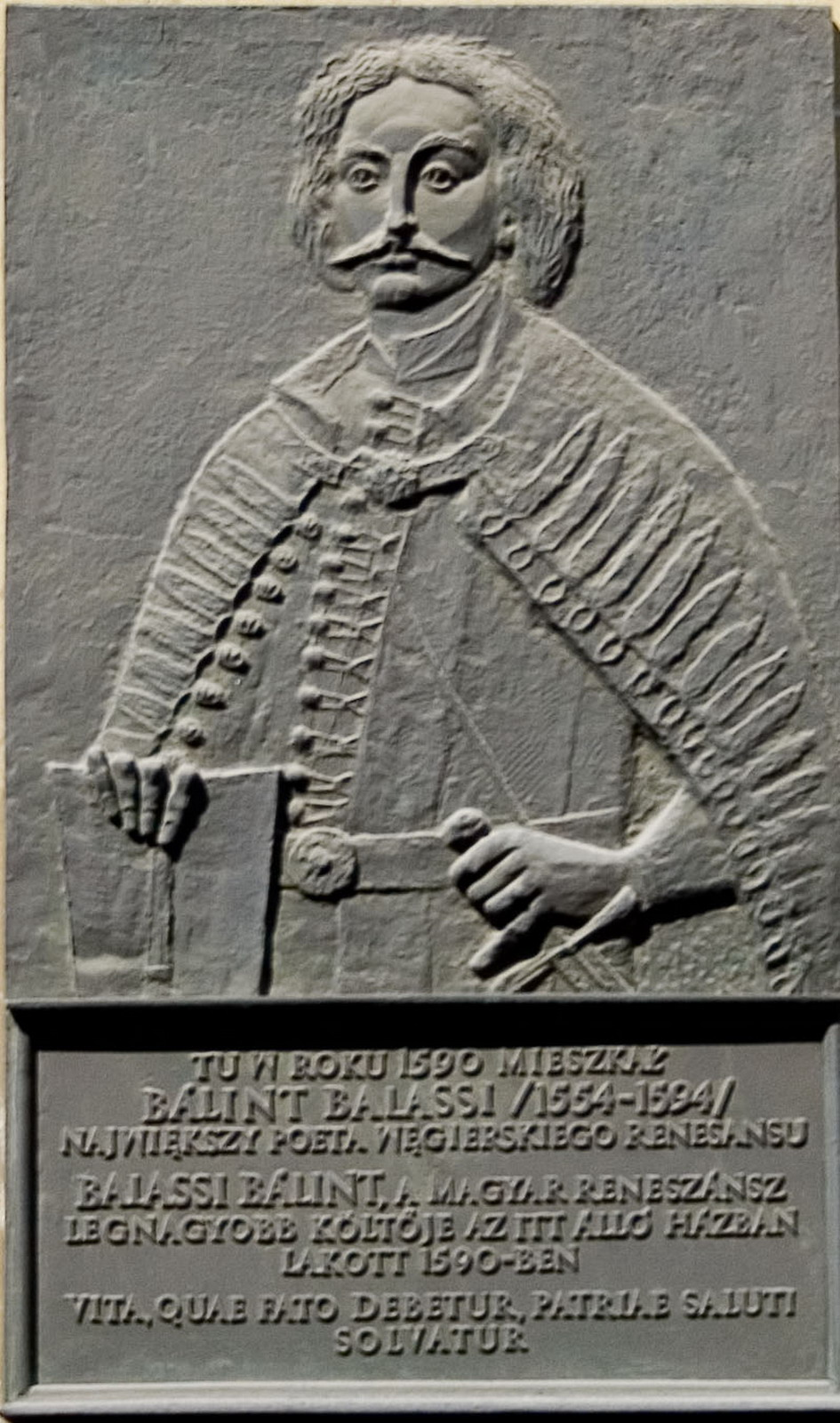
Памятная доска Балинта Балашши в Кракове

## Творчество
Первый опубликованный труд — перевод с немецкого книги лютеранского пастора Михаэля Бокка «Садик целебных трав для недужных душ». Автор духовных стихов, патриотических и военных песен, любовной лирики, переложений с латыни и немецкого. Прекрасно зная кочевую, полную опасностей жизнь солдата, Балашши в своих стихах воспевал стремительный бег боевого коня, храбрость и удаль бывалых вояк, просторы степей и терпкий вкус золотистого вина. Тревога за родину не перерастает у Балашши в трагические стенания, патриот Балашши готов с радостью отдать за родину жизнь. Поззия Балашши оказалась очень близкой к народному песенному творчеству. Духовные стихи были опубликованы в 1631 или 1632 годах. Любовные же стихи Балашши распространялись в рукописях и были впервые напечатаны лишь в 1874 году, когда один из списков обнаружили в библиотеке Радвани. Цикл стихов «К Юлии», адресованный возлюбленной поэта Анне Лошонци, по праву считается жемчужиной венгерской поэзии на все времена. Любовная лирика Балашши отличается оригинальностью, но тем не менее несёт отпечаток творчества великих итальянцев Данте и Петрарки.

## Публикации на русском языке
- Стихотворения / Изд. подготовили Ю. П. Гусев, Е. В. Витковский, И. Хорват. — М.: Наука, 2006. — 400 с. — (Литературные памятники).